# ボビー・バーンズ (カクテル)
ボビー・バーンズ（英: Bobby Burns Cocktail）または、ロバート・バーンズ（英: Robert Burns）は、スコッチウイスキーとスイート・ベルモット、ベネディクティンを使用するカクテルである。

## 概要
スコットランドの詩人、ロバート・バーンズの名前に由来していると言われる。「ボビー」は「ロバート」の愛称である。また、これ以外の説もある。
1925年にサヴォイ・ホテルのハリー・クラドックによって考案されたとされ、1930年刊行の『サヴォイ・カクテル・ブック』には掲載されている。
『サヴォイ・カクテル・ブック』では「最高のウイスキーカクテルの1つ（One of the very best Whisky Cocketail.）」と注釈されている。
ロブ・ロイとの類似性が指摘されたり、バリエーションとすることもある。

## レシピの例
『サヴォイ・カクテル・ブック』掲載のレシピを以下に挙げる。
材料
- イタリアン・ベルモット（スイート・ベルモット） - 1/2
- スコッチ・ウイスキー - 1/2
- ベネディクティン - 3dash

作り方
1. 全ての材料をシェイクし、カクテルグラスに注ぐ。
2. レモンピールを絞りかける。